# Eckhard Dagge
Eckhard Dagge (Probsteierhagen, 27 febbraio 1948 – Amburgo, 4 aprile 2006) è stato un pugile tedesco, Campione europeo (1976) e mondiale WBC  (1976-1977) dei pesi superwelter. Perse i due titoli, rispettivamente, da Vito Antuofermo e Rocky Mattioli.

## Carriera
La carriera di Dagge si svolse quasi esclusivamente in Germania dove combatté tutti i suoi incontri, tranne uno in Austria. Ha conseguito una striscia iniziale di tredici combattimenti, tutti vinti, di cui nove prima del limite. Tra i suoi avversari più importanti, l'ex campione del mondo dei superwelter Denny Moyer da lui battuto ai punti e l'ex campione del mondo dei pesi welter Billy Backus, sconfitto per knock-out tecnico al terzo round. Entrambi erano a fine carriera.
Dagge divenne campione nazionale dei pesi medi battendo Klaus-Peter Tombers a Berlino il 3 giugno 1973 per Kot alla quinta ripresa. 
Conseguì la sua prima sconfitta per Kot alla undicesima ripresa il 3 settembre 1974 dallo spagnolo José Durán che respinse il suo primo tentativo di indossare la cintura europea dei superwelter. Dagge, tuttavia, riuscì nel suo intento due anni dopo, conquistando il titolo europeo proprio a spese di  Durán battendolo per Kot alla nona ripresa, sempre a Berlino. Dopo averlo difeso a Vienna dall'assalto dell'austriaco Franz Csandi, fu costretto a cedere la cintura ai punti all'italo-americano Vito Antuofermo, il 6 gennaio 1976 sul ring della Deutschlandhalle di Charlottenburg, con verdetto unanime sia pur di stretta misura. L'italo-americano aveva inferto una ferita al 3º round al sopracciglio destro dell'avversario che poi, al 7º aveva preso a sanguinare anche dalla tempia destra. 
Cinque mesi dopo, sempre alla Deutschlandhalle, combatté per il titolo mondiale WBC dei superwelter, in possesso del bahamense Elisha Obed. Al quarto round Dagge andò al tappeto per la prima volta in carriera sino al conto di otto. Nel prosieguo il detentore, pur nettamente in vantaggio, fu costretto all'abbandono per un problema alla vista, consegnando al tedesco la cintura di Campione del Mondo.
Difese il titolo battendo ai punti l'anziano fuoriclasse Emile Griffith, 19 settembre 1976, a Charlottenburg, per decisione controversa (un giudice aveva dato il pari). Lo conservò anche il 15 marzo 1977, strappando un pari al britannico Maurice Hope che gli era subentrato nel titolo europeo. L'arbitro inglese aveva visto lo sfidante in vantaggio di tre punti; il giudice tedesco Dagge in vantaggio di uno, mentre il terzo giudice si espresse per il pari. Non poté far nulla invece di fronte ai pugni di Rocky Mattioli, che lo spedì KO alla quinta ripresa pur di fronte al pubblico amico di Charlottenburg.
Rimase inattivo per tutto il 1979 e il 1980. Poi combatté altri sette incontri, che vinse tutti tranne l'ultimo, il 6 novembre 1981 a Berlino, dove perse dallo statunitense Brian Anderson per Kot al secondo round. Poi annunciò il suo ritiro.